# Anilocra tropica
Anilocra tropica är en kräftdjursart som beskrevs av V.I. Avdeev 1977. Anilocra tropica ingår i släktet Anilocra och familjen Cymothoidae. Inga underarter finns listade i Catalogue of Life.